# Kurt von Burgsdorff
Kurt Ludwig Ehrenreich von Burgsdorff (ur. 16 grudnia 1886 w Chemnitz, zm. 26 lutego 1962) – nazista, ostatni gubernator dystryktu krakowskiego Generalnego Gubernatorstwa.

## Życiorys
Pochodził z rodziny urzędników samorządowych w Lipsku. Zarówno jego dziadek, jak i ojciec pełnili tam obowiązki starostów okręgowych (Kreishauptmann). Uczęszczał do gimnazjum w Dreźnie, a potem studiował nauki prawne w Grenoble, Freibergu i Lipsku. W roku 1911 otrzymał tytuł doktora praw za pracę na temat wymiaru sprawiedliwości w koloniach. W 1914 r. został mianowany asesorem Konsystorza Krajowego Kościoła Ewangielicko-Luterańskiego w Dreźnie. W latach 1914–1918 brał udział w I wojnie światowej i został odznaczony Krzyżem Żelaznym I klasy. Opuścił armię w stopniu kapitana rezerwy.
W 1921 r. został dyrektorem uzdrowiska państwowego Bad Elster, a od 1928 r. został urzędującym starostą Löbau. Był współzałożycielem Niemieckiej Narodowej Partii Ludowej (DNVP). W marcu 1933 został powołany na komisarycznego starostę okręgu lipskiego, po czym wstąpił do NSDAP. Był członkiem SA i osiągnął tam stopień SA-Brigadeführera. W latach 1933–1937 był kierownikiem jednego z wydziałów w saksońskim ministerstwie spraw wewnętrznych. W 1938 r. został powołany na kierownika urzędu namiestnika Rzeszy w Wiedniu. W latach 1939–1942 był zastępcą sekretarza stanu Protektora Czech i Moraw. Od marca 1942 do listopada 1943 roku powołany do Wehrmachtu otrzymując podczas służby Krzyż Rycerski. Od 1 grudnia 1943 do 17 stycznia 1945 pełnił funkcję gubernatora dystryktu Kraków w Generalnym Gubernatorstwie. Równocześnie był kierownikiem organizacji partyjnej NSDAP w dystrykcie krakowskim.
Schwytany po zakończeniu wojny przez aliantów i wydany władzom polskim. Sąd Okręgowy w Krakowie wyrokiem z 6 grudnia 1948 skazał Burgsdorffa na karę 3 lat więzienia. Po odbyciu kary został deportowany do RFN.